# Sirmur (stato)
Lo Stato di Sirmur (indicato talvolta nelle varianti Sirmor, Sirmaur, Sirmour o Sirmoor) fu uno stato principesco del subcontinente indiano, avente per capitale la città di Nahan, motivo per cui esso è noto storicamente anche come Stato di Nahan.

## Geografia
Lo stato di Sirmur era circondato dagli stati di Balsan e Jubbal a nord, dal distretto di Dehradun a est, dal distretto di Ambala a sudovest, e dagli stati di Patiala e Keonthal a nordovest.

## Storia

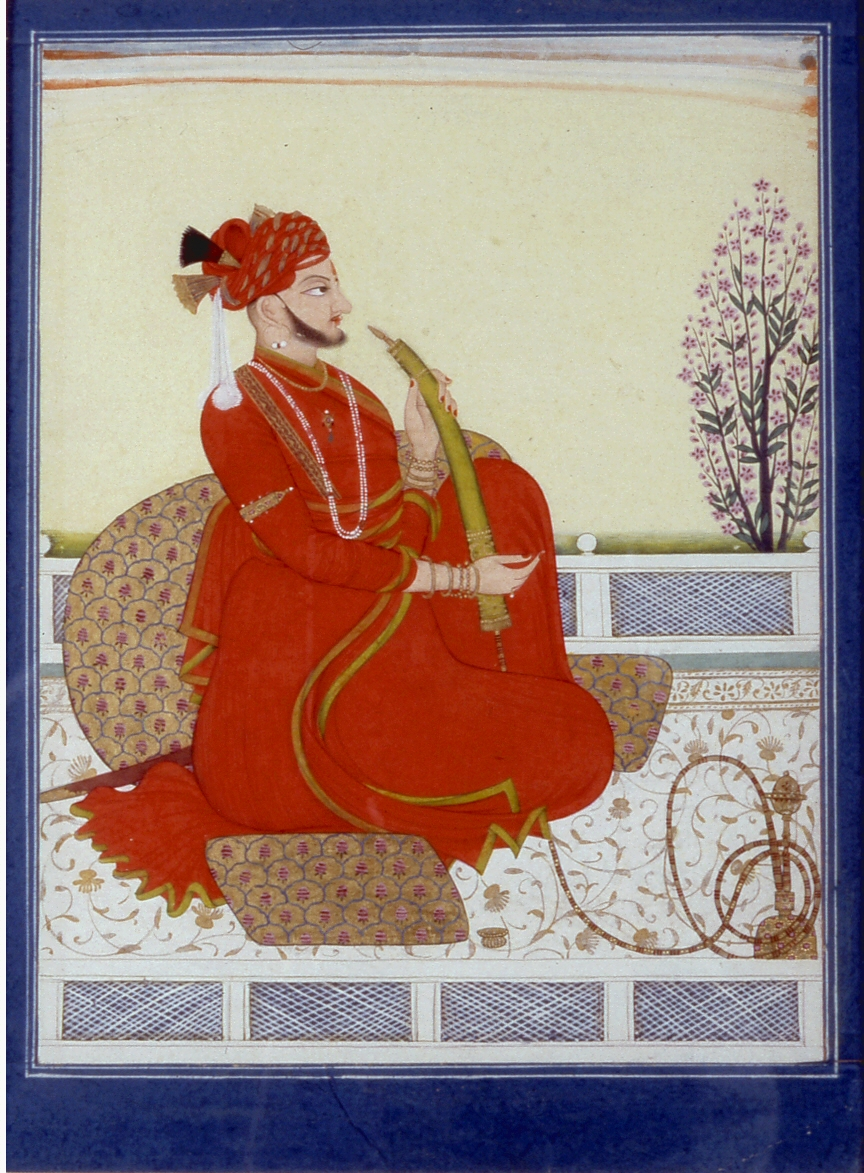
Ritratto del raka Kirat Prakash di Sirmur. Fine del XVIII secolo.

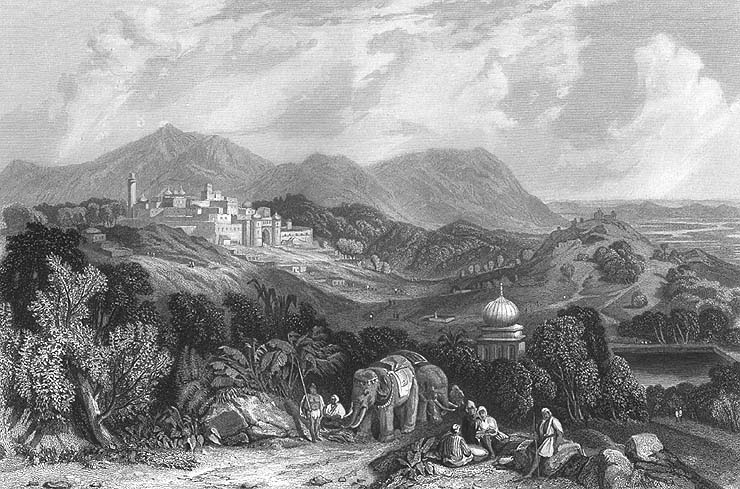
Il forte di Nahan, capitale dello stato principesco di Sirmur

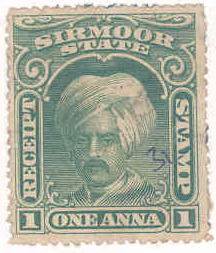
Francobollo di Sirmur della fine dell'Ottocento

L'antico stato, denominato Nahan dal nome della capitale, venne fondato da Soba Rawal, che assunse il nome regnante di raja Subans Prakash. La nuova capitale venne fondata nel 1621 dal raja Karam Prakash, e lo stato venne chiamato quindi Sirmur.
La storia più antica di Sirmur è praticamente sconosciuta. Si narra che uno dei primi regnanti dell'area fu Kiarda Dun, sottoposto all'autorità del re Suraj Bansi. La leggenda narra che un giorno una donna era desiderosa di mostrare al raja le proprie abilità acrobatiche e lui la sfidò ad attraversare più volte il fiume Giri camminando su una corda, promettendole metà del suo regno se fosse riuscita nell'impresa. La donna riuscì a passare il fiume una prima volta, ma mentre stava tornando un cortigiano, per salvare il regno dalla divisione, tagliò la corda e la donna perì tra i flutti. Per questo atto di tradimento il fiume si ribellò quindi spazzando via la città di Sirmur, facendo morire anche il raja e tutti i suoi famigliari, motivo per cui lo stato poi, distrutto, si ritrovò anche senza erede al trono.
Poco dopo questo evento, un principe di Jaisalmer visitò Haridwar da pellegrino, e venne invitato da uno dei menestrelli del regno di Sirmur a divenire il nuovo sovrano. Egli si accordò per inviare una manipolo di uomini al comando di suo figlio, il principe Sobha, il quale placò i disordini che stavano tormentando lo stato e divenne poi il primo raja di Sirmur.
Il nuovo regno così fondato ebbe inizialmente capitale a Rajban dal 1095. L'ottavo raja conquistò Ratesh, ultima parte dello stato di Keonthal, attorno al 1150 ed il suo successore soggiogò Jubbal, Balsan, Kumharsain, Ghond, Kot e Theog, espandendo così i propri domini verso il Sutlej. Molti di questi stati rimasero feudatari dello stato, ma la sua capitale venne spostata a Kälsi, a Dehra Dun, ed i raja del XIV secolo si impegnarono particolarmente nella fortificazione del confine nord. 
Nel 1621 Karm Parkash fondò Nahan, la moderna capitale. Il suo successore, Mandhata, venne chiamato ad aiutare Khalil-ullah, il generale dell'imperatore Shah Jahan, nella sua invasione di Garhwãl, ed il suo successore, Sobhag Parkãsh, ricevette come ricompensa per i propri servizi il territorio di Kotaha. Sotto Aurangzeb questi aderì a nuove operazioni militari contro Garhwãl. La sua amministrazione portò grandi sviluppi nel campo dell'agricoltura dello stato. 
Budh Parkãsh, il regnante successivo, riprese Pinjaur allo stato. Il raja Mit Parksh ospitò il guru sikh Gobind Singh, permettendogli di fortificare Paonta nel Kiarda Dun; fu proprio a Bhangani nel Kiarda Dun che il guru sconfisse i raja di Kahlur e Garhwäl nel 1688. Nel 1710 Kirat Parkäsh, dopo aver sconfitto il raja di Garhwal, catturò Naraingarh, Morni, Pinjaur e altri territori ai sikh e concluse un'alleanza con Amar Singh, raja di Patiala, che a sua volta lo aveva aiutato a reprimere una ribellione interna; combatté inoltre in alleanza col raja di Kahlur quando Ghuläm Kãdir Khan, Rohilla, invase il suo stato. Supportò il raja di Garhwãl nella sua resistenza all'invasione dei Gurkha, e, di fronte alla diserzione del suo alleato, fu in grado da solo di costringere i Gurkha a porre il confine tra i loro domini al Gange. Suo figlio, Dharm Parksh, respinse il capo di Nalagarh e un tentativo di invasione del raja di Garhwãl, cadendo in combattimento contro il raja Sansãr Chand di Kangra che aveva invaso lo stato di Kalhur nel 1793. 
Venne succeduto al trono da suo fratello, Karm Parkãsh, un governante debole la cui cattiva condotta provocò una grave rivolta. Per sopprimerla venne invocato l'aiuto dei Gurkha, i quali prontamente colsero l'occasione per invadere Sirmur, espellendo Ratn Parkash, che i ribelli avevano posto sul trono, e rifiutandosi quindi di restaurare Karm Parkash. a moglie, la principessa di Goler nonché donna di grande coraggio e dalle mille risorse, prese le redini dello stato e convocò gli inglesi in aiuto. Il suo appello coincise con la dichiarazione di guerra al Nepal che gli inglesi mossero e pertanto questi ultimi decisero di inviare una forza militare per espellere i Gurkha da Sirmur. A conclusione della Guerra di Gurkha il governo inglese pose Fateh Parkash, figlio minore di Karm Parkãsh, sul trono, annettendo tutti i territori ad est di Jumna con Kotaha e la Kiãrda Dan. L'area di Dun, ad ogni modo, venne restaurata allo stato nel 1833 dietro il pagamento di 50.000 rupie. Nel corso della prima guerra anglo-afghana il raja supportò gli inglesi con un contingente di truppe e nel corso della prima guerra anglo-sikh fece lo stesso, distinguendosi a Hari-ka-pattan. Sotto il governo di raja Sir Shamsher Parksh (1856—98), lo stato fece rapidi progressi. Il lavoro forzato venne abolito, vennero realizzate nuove strade, oltre al miglioramento della gestione delle tasse e delle foreste, giungendo a creare strutture utili come una fonderia, un dispensario, un ufficio di poste e telegrafi. Nel 1857 il raja si distinse anche in campo militare affiancando gli inglesi nella soppressione dei moti indiani e nel 1880 prese parte alla seconda guerra anglo-afghana verso la frontiera nordoccidentale. Gli zappatori ed i minatori di sirmur accompagnarono il secondogenito del raja, il maggiore Bir Bikram Singh, nella spedizione di Tirãh a cui i militari indiani presero parte nel 1897.

## Governanti di Sirmur
I regnanti di Sirmur ebbero il titolo di raja sino al 1918, venendo poi promossi al rango di maharaja.
| Nome                                                                     | Inizio regno | Fine regno |
| ------------------------------------------------------------------------ | ------------ | ---------- |
| Karam Prakash                                                            | 1616         | 1630       |
| Mandhata Prakash                                                         | 1630         | 1654       |
| Sobhag Prakash                                                           | 1654         | 1664       |
| Budh Prakash                                                             | 1664         | 1684       |
| Mat Prakash (m. 1704)                                                    | 1684         | 1704       |
| Hari Prakash                                                             | 1704         | 1712       |
| Bijay Prakash (m. 1736)                                                  | 1712         | 1736       |
| Pratap Prakash (m. 1754)                                                 | 1736         | 1754       |
| Kirat Prakash (died 1770)                                                | 1754         | 1770       |
| Jagat Prakash (m. 1789)                                                  | 1770         | 1789       |
| Dharam Prakash (m. 1793)                                                 | 1789         | 1793       |
| Karam Prakash II (m. 1820)                                               | 1793         | 1803       |
| Ratan Prakash (installato dai Gurkhas, impiccato dagli inglesi nel 1804) | 1803         | 1804       |
| Karma Prakash II (m. 1820)                                               | 1804         | 1815       |
| Fateh Prakash (1809-1850)                                                | 1815         | 1850       |
| Raghbir Prakash (1827-1856)                                              | 1850         | 1856       |
| Shamsher Prakash (1846 – ottobre 1898)                                   | 1856         | 1898       |
| Surendra Bikram Prakash (14 novembre 1867 – 1911)                        | 1898         | 1911       |
| Amar Prakash (26 gennaio 1888 – febbraio 1933)                           | 1911         | 1933       |
| Rajendra Prakash (10 gennaio 1913 – 13 novembre 1964)                    | 1933         | 1948       |

### Capi della casata di Sirmur
- Rajendra Prakash (1948-1964)
- Udai Prakash (25 settembre 1965 - oggi)